# David Engblom (professor)
David Engblom, född 1975,  är en svensk forskare och professor vid Linköpings universitets institution för biomedicinska och kliniska vetenskaper. Han blev medicine doktor 2003 på avhandlingen  Prostaglandin E₂ in immune-to-brain signaling och har bland annat forskat om obehagskänslor, smärta och illamående vid bland annat hjärntumörer och inflammatoriska tillstånd.